# Gheorghe Calciu-Dumitreasa
Gheorghe Calciu-Dumitreasa (n. 23 noiembrie 1925, Mahmudia, Tulcea, România – d. 21 noiembrie 2006, Washington, D.C., SUA) a fost un preot ortodox român, legionar și disident anticomunist.  Deținut în închisoarea pentru studenți de la Pitești (1949-1951) a colaborat cu Securitatea participând la așa-numita reeducare, la torturarea deținuților, în colaborare cu Eugen Țurcanu, activitate pentru care, ulterior, s-a căit și s-a pocăit.

## Biografie
Părintele Calciu a fost anticomunist și membru al Mișcării Legionare pentru care a fost condamnat la 21 de ani de închisoare în regimul omunist (1948-1964, 1979-1984). În închisoarea pentru studenți de la Pitești (1949-1951) a făcut compromisuri, participând la reeducare. Ulterior, a refuzat compromisuri cu sistemul comunist.
A fost transferat apoi la Gherla. În procesul intentat vinovaților reeducării de la Pitești, Gheorghe Calciu se apără opunându-se culpabilizării deținuților, pe motiv că adevărații vinovați sunt cei din conducerea Securitătății și a Ministerului de Interne (Alexandru Nicolschi, colonelul Teodor Sepeanu și alții).
În luna iulie 1958 este transferat la Jilava, la secția numită Casimca (celulele erau situate la câțiva metri sub pământ, fără iluminare naturală și fără altă aerisire decât 3 găuri în ușă, cu apă curgând continuu pe pereți). I-a avut colegi de celulă pe Iosif V. Iosif, Marcel Petrișor și pe liderul tineretului legionar, Constantin Oprișan. Alături de ceilalți doi colegi, au avut grijă permanent de  Oprișan, care era bolnav de tuberculoză și care nu beneficia de asistență medicală. Marcel Petrișor mărturisește că, într-un gest de solidaritate, Gheorghe Calciu și-a tăiat venele scurgând sânge în gamelă, pentru ca, după decantarea hematiilor să-i dea să bea limfa lui Costache Oprișan, care pierduse mult sânge.
{{necesită citare]. În urma amnistiei generale din 1964, Gheorghe Calciu a fost eliberat și i-a fost stabilit domiciliu obligatoriu în Bărăgan. A urmat Filologia și Teologia, fiind învestit cu harul preoției. Devine profesor la Seminarul Teologic Ortodox din București. La marele cutremur din 4 martie 1977, o aripă a internatului Seminarului se prăbușește. Chemat de seminariști, vine în toiul nopții de acasă și este singurul profesor care, alături de câțiva elevi, lucrează cu mâinile goale toată noaptea pentru a încerca să salveze de sub dărâmături pe cei patru seminariști îngropați sub moloz.}}
La Seminarul Teologic Ortodox din București s-a opus ateismului. În Postul Sfintelor Paști, din anul 1978, ține un șir de 7 prelegeri, intitulate „Șapte cuvinte către tineri”.
Ia atitudine public față de dărâmarea Bisericii Enei din București, pe locul căreia se planificase construirea unei crâșme. Pe tot parcursul acestei perioade primește zilnic telefoane de amenințare.
Atât predicile ținute cât și protestul față de demolarea Bisericii Enei îl aduc din nou în vizorul Securității. Este arestat în anul 1979, judecat și condamnat la mai mult de 10 ani de închisoare. I se confiscă și averea, astfel încât soția și copilul rămân fără frigider, aragaz și alte bunuri de strictă folosință, fapt care a determinat un val de proteste din partea exilului românesc: Mircea Eliade, Virgil Ierunca, Eugen Ionescu, Monica Lovinescu, Paul Goma.
A fost mai întâi internat la secția de psihiatrie a penitenciarului Jilava, apoi a fost transferat la penitenciarul Aiud, unde a avut colegi de celulă condamnați pentru omor. Cea mai mare perioadă a detenției a petrecut-o în izolare. În timpul detenției a fost bătut, umilit și ținut nemâncat. După 5 ani și jumătate, în 20 august 1984, este eliberat, ca urmare a presiunilor internaționale venite din partea liderilor lumii, cum ar fi Margaret Thatcher, Ronald Reagan, Papa Ioan Paul al II-lea. Contrar voinței sale, în anul 1985 este obligat să părăsească țara împreună cu familia.

## Exilul
În anul 1985, se stabilește în Statele Unite. 
Între sfârșitul anului 1985 și 1988 a locuit cu familia la Cleveland. Pentru a-și asigura existența sa și a familiei, a lucrat și în construcții, ca muncitor necalificat. În anul 1989 se mută cu familia la Washington DC, unde preia parohia românească „Sfânta Cruce”. A continuat să muncească în construcții până când a reușit să-și cumpere o casă, la circa 20-30 kilometri de biserica parohială. 
În SUA și-a continuat eforturile pentru apărarea intereselor românilor, fiind autorul ideii Romfest și unul dintre fondatorii evenimentului bienal - cea mai mare sărbătoare a românilor de pretutindeni -, al cărui Comitet Internațional îl conducea.
Este primit la Casa Albă de 2 președinți - Ronald Reagan și George W. Bush.
Părintele Calciu slujea la Biserica Ortodoxă Română „Sfânta Cruce” din orașul Alexandria, statul Virginia (lângă Washington D.C.). În anul 2006 a catalizat eforturile pentru întemeierea unei noi biserici pentru românii din zona Washington D.C., Biserica Sf. Andrei.
Călătorea aproape anual în România, ținând conferințe și vizitând prieteni.
Faptul că glorifica Frățiile de Cruce și pe Corneliu Zelea Codreanu rămâne un fapt controversat. Acesta a negat Holocaustul într-un interviu din 2006, luând apărarea legionarismului.
Bolnav de un cancer al pancreasului și operat la Spitalul Militar din București, a fost vizitat, printre alții, de Părintele Arhimandrit Iustin Pârvu de la Mănăstirea Petru Vodă, de Î.P.S.S. Bartolomeu Anania, Mitropolitul Clujului, Albei, Crișanei și Maramureșului și de Patriarhul Bisericii Ortodoxe Române la acea vreme, Prea Fericitul Teoctist.
A murit în Statele Unite, în ziua de 21 noiembrie 2006. Slujba de înmormântare a fost oficiată de Episcopul Vicar Irineu Duvlea. În țară, a fost prohodit în biserica Radu Vodă (de unde fusese alungat în 1979) de însuși Patriarhul Bisericii Ortodoxe Române, Teoctist, alături de alți ierarhi și foști elevi, ajunși acum preoți. Conform dorinței sale, este înmormântat în țară, în cimitirul Mănăstirii Petru Vodă, din județul Neamț.